# Haemulon scudderii
Haemulon scudderii es una especie de peces de la familia Haemulidae en el orden de los Perciformes.

## Morfología
• Los machos pueden llegar alcanzar los 35 cm de longitud total.

## Distribución geográfica
Se encuentra desde México hasta el Ecuador, incluyendo las Galápagos.